# Halina Radlicz-Rühlowa
Halina Radlicz-Rühlowa (ur. 7 stycznia 1905 w Sosnowcu, zm. 4 lipca 1986 w Warszawie ) – polska geografka, pedagożka.

## Życiorys
Ukończyła studia geograficzne na Uniwersytecie Warszawskim.
Od 1930 roku uczyła w szkole średniej w Warszawie, równolegle w latach 1936–1938 była asystentką Katedry Antropogeografii Uniwersytetu Warszawskiego kierowanej przez Bogdana Zaborskiego. 
Podczas okupacji działała w Związku Walki Zbrojnej. Walczyła w powstaniu warszawskim, ps. „Lilka”, „Wiesia” w pułku „Baszta”, m.in. jako peżetka.
Po wojnie pracowała w trzech warszawskich szkołach, m.in. w latach 1945–1952 jako nauczycielka geografii w Państwowym Gimnazjum i Liceum im. Stefana Batorego oraz w latach 1946–1967 – w Państwowym Liceum im. Narcyzy Żmichowskiej. W latach 1948–1950 pełniła funkcję kierownika Warszawskiego Ośrodka Dydaktyczno-Naukowego, gdzie przez wiele lat prowadziła wykłady i ćwiczenia dokształcające dla nauczycieli z geografii fizycznej i geologii. Współpracowała z wieloma instytucjami związanymi z oświatą, m.in. była członkiem komisji programowej Ministerstwa Oświaty w zakresie geografii i geologii. Była autorką i współautorką podręczników, artykułów, prac popularnonaukowych, wiele z nich miało po kilkanaście wydań. Współpracowała również z Wytwórnią Filmów Oświatowych w Łodzi oraz z Wytwórnią Filmową „Czołówka” jako autorka i współautorka scenariuszy oraz komentarzy do filmów o tematyce geograficznej i geologicznej. Uczestniczyła w pracach Polskiego Towarzystwa Geologicznego i Polskiego Towarzystwa Geograficznego, a także Komitetu Głównego Olimpiady Geograficznej (od 1974 roku).
Jej mężem był Edward Rühle. Została pochowana na cmentarzu Powązkowskim w Warszawie (kwatera pod murem V-1-49,50,51).

## Wybrane publikacje
- Halina Radlicz-Rühlowa, Geologia w zarysie, Państwowe Zakłady Wydawnictw Szkolnych, Warszawa 1958
- Halina Radlicz-Rühlowa, Co to jest kamień?, Wydawnictwo Geologiczne, Warszawa 1968
- Halina Radlicz-Rühlowa, Hydrogeologia z elementami geologii ogólnej, Wydawnictwa Szkolne i Pedagogiczne, Warszawa 1976
- Halina Radlicz-Rühlowa, Maria Wiśniewska-Żelichowska, Podstawy geologii, Wydawnictwa Szkolne i Pedagogiczne, Warszawa 1977

## Ordery i odznaczenia
- Srebrny Krzyż Zasługi z Mieczami[4]
- Krzyż Armii Krajowej[4]
- Medal Wojska Polskiego (czterokrotnie)[4]
- Warszawski Krzyż Powstańczy[4]
- Krzyż Kawalerski Orderu Odrodzenia Polski[4]
- Medal Komisji Edukacji Narodowej[4]
- Złota Odznaka Związku Nauczycielstwa Polskiego[4]